# Antoine Fafard

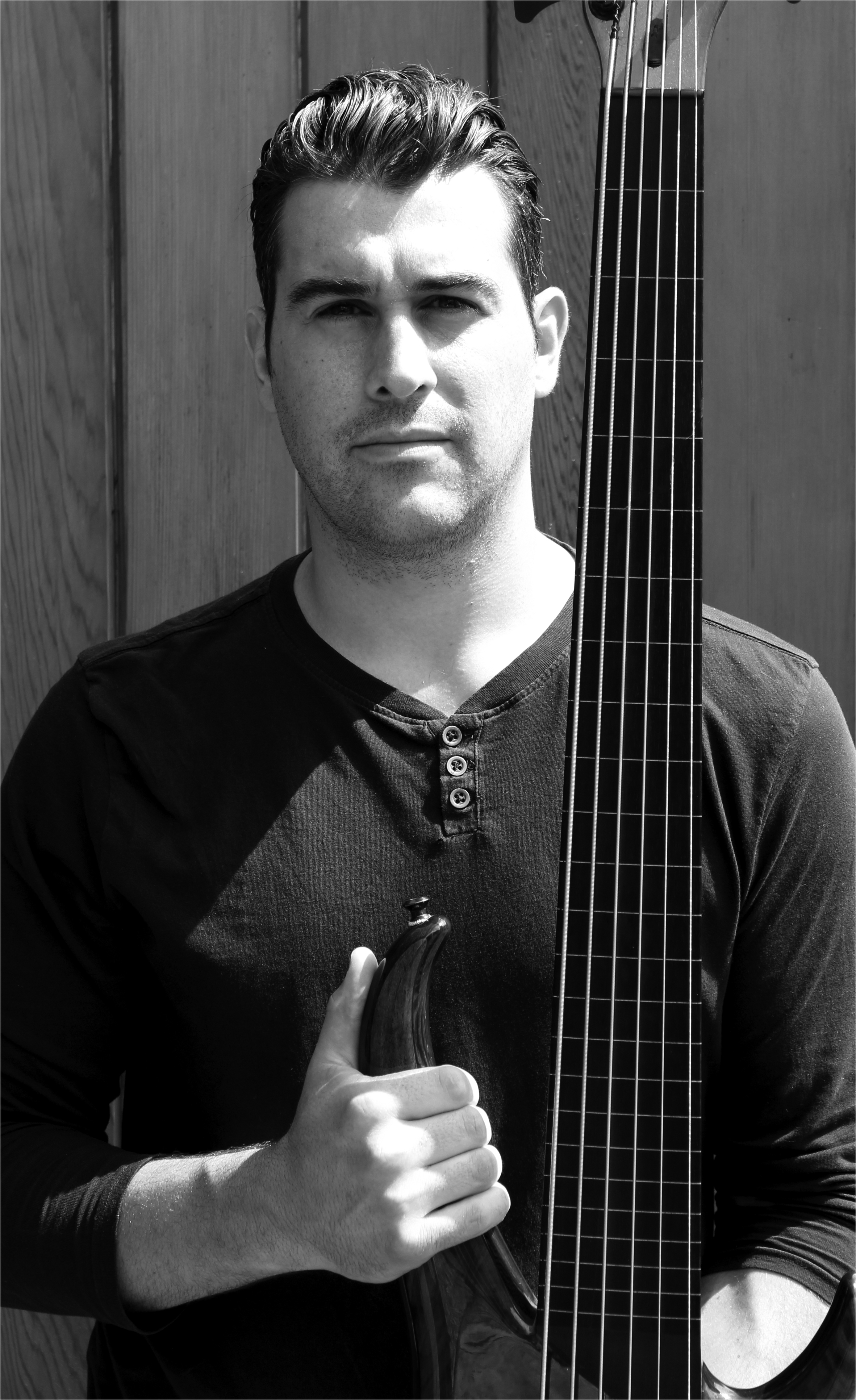
Antoine Fafard (2014)

Antoine Fafard (* um 1973 in Montreal, Kanada) ist ein in Großbritannien lebender kanadischer Bassist, der hauptsächlich Fusionmusik spielt.

## Musikalische Karriere
Fafards Karriere begann im Jahr 1988 mit der von ihm mit Martin Maheux, Mathieu Bouchard und Eric St-Jean gegründeten Band Spaced Out, mit welcher er zwischen 2000 und 2008 fünf Studioalben, zwei DVDs und ein Live-Album veröffentlichte.
Im Jahre 2011 begann er mit dem Album Solus Operandi, auf dem er selbst auf Fretless Bass und klassische Gitarre wechselte, eine Solokarriere. Er arbeitet seitdem mit bedeutenden Künstlern wie Terry Bozzio, Vinnie Colaiuta, Jerry Goodman, Gavin Harrison, Scott Henderson, Simon Phillips, Todd Sucherman, Chad Wakerman und Dave Weckl. Sein neustes Album, das er mit dem britischen Schlagzeuger Gavin Harrison auf seinem eigenen Label veröffentlichte, ist Chemical Reactions.

## Diskografie
- „Solus Operandi“ – Fafard (2011)

- „Occultus Tramitis“ – Fafard (2013)

- „Ad Perpetuum“ – Colaiuta, De Villiers Jr, Fafard (2014)

- „Sphere“ – Fafard (2016)

- „Proto Mundi“ – Phillips, Goodman, Husband, Fafard (2017)

- „Doomsday Vault“ – Fafard (2017)

- „Borromean Odyssey“ – Sucherman, Husband (2019)

- „Chemical Reactions“ – Harrison, Fafard (2020)[6]

## Musikstil
Fafard spielt sehr komplexe Musik. Er spielt vertrackte Rhythmen bei fließenden Grooves. Sein Musikstil gilt als virtuos.